# 駐葡萄牙外交機構列表

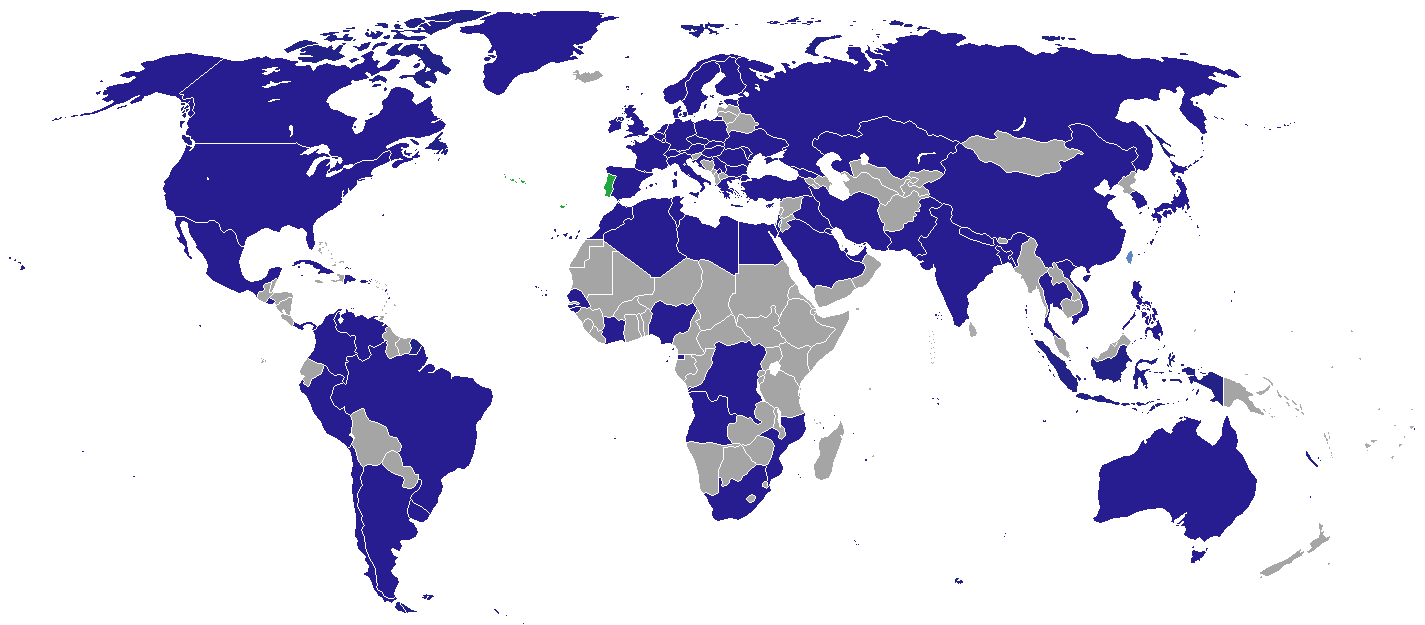
拥有驻葡萄牙大使馆的国家

以下是駐葡萄牙外交機構列表，葡萄牙首都里斯本有86座大使馆，部分未在葡萄牙设置大使馆的国家在巴黎、伦敦等城市设置兼任葡萄牙的大使。

## 大使馆
里斯本
| - 阿尔及利亚 - 安道尔 - 安哥拉 - 阿根廷 - 奥地利 - 比利时 - 巴西 - 保加利亚 - 加拿大 - 智利 - 中国 - 哥伦比亚 - 刚果民主共和国 - 古巴 - 賽普勒斯 - 捷克 - 丹麦 - 东帝汶 - 埃及 - 薩爾瓦多 - 赤道几内亚 - 爱沙尼亚 - 芬兰 - 法國 | - 德国 - 希腊 - 聖座 - 匈牙利 - 印度 - 印度尼西亞 - 伊朗 - 伊拉克 - 爱尔兰 - 以色列 - 義大利 - 日本 - 科索沃 - 科威特 - 利比亞 - 盧森堡 - 馬爾他 - 墨西哥 - 摩尔多瓦 - 摩納哥 - 摩洛哥 - 莫桑比克 - 尼泊尔 - 荷蘭 - 奈及利亞 - 挪威 - 巴基斯坦 - 巴拿马 | - 秘魯 - 菲律賓 - 波蘭 - 羅馬尼亞 - 俄羅斯 - 聖多美和普林西比 - 沙烏地阿拉伯 - 塞内加尔 - 塞爾維亞 - 斯洛伐克 - 南非 - 馬爾他騎士團 - 西班牙 - 瑞典 - 瑞士 - 泰國 - 突尼西亞 - 土耳其 - 乌克兰 - 阿联酋 - 英国 - 美国 - 乌拉圭 - 委內瑞拉 - 越南 |

## 在里斯本的其他外交机构
- 中華民國（臺灣）（駐葡萄牙臺北經濟文化中心）[3]
- 澳門（澳門駐里斯本經濟貿易辦事處）[4]
- 巴拉圭（总领事馆）[5]
- 巴勒斯坦（代表团）

## 领事馆
法鲁
- 安哥拉
- 巴西

丰沙尔
- 委內瑞拉

蓬塔德爾加達
- 美国 (领事馆)

波尔图
- 安哥拉
- 巴西
- 莫桑比克
- 西班牙
- 乌克兰 (领事馆)

波爾蒂芒
- 英国 (副领事馆)[6]

## 非常任大使馆

### 由法国大使馆兼驻
- 阿富汗
- 阿尔巴尼亚
- 白俄羅斯[7]
- 布吉納法索
- 柬埔寨
- 喀麦隆
- 中非
- 刚果共和国
- 加彭
- 海地
- 约旦
- 利比里亚
- 马来西亚
- 马拉维
- 毛里塔尼亚
- 模里西斯
- 蒙古国
- 纳米比亚
- 尼泊尔
- 新西兰
- 尼加拉瓜
- 尼日尔
- 北馬其頓
- 阿曼
- 卢旺达
- 新加坡
- 斯里蘭卡
- 苏丹
- 坦桑尼亚[8]
- 乌干达
- 葉門
- 尚比亞
- 辛巴威

### 由荷兰大使馆兼驻
- [9]

### 由英国大使馆兼驻
- 安地卡及巴布達
- 賴索托
- 马拉维[10][11]
- 馬爾地夫
- 立陶宛

## 相关参见
- 葡萄牙外交
- 葡萄牙驻外机构列表

## 相关链接
- Portuguese Ministry of Foreign Affairs （页面存档备份，存于）